# Халкінська семінарія
Ха́лкінська семіна́рія або Духовна семінарія на Халкі (тур. Rum Ortodoks Ruhban Okulu; грец. Ιερά Θεολογική Σχολή της Χάλκης) — недіючий середній спеціальний навчальний заклад Константинопольської православної церкви, розташований на території Хейбеліядського монастиря Святої Трійці на вершині Пагорба Надії (тур. Ümit Tepesi) острова Хейбеліада в Туреччині.
До моменту свого закриття в 1971 році, школа була єдиним навчальним закладом, що готує кліриків для Константинопольського Патріархату. Зараз розглядається питання про її відродження.

## Історія
Перша спроба відкриття столичної богословської школи належить Константинопольському Патріарху Григорію VI, який у 1839 році заснував її на Фенері. Однак, через фінансову скруту школа незабаром була закрита.
1 жовтня 1844 року на вершині пагорба острова Халкі, в будівлях Свято-Троїцького монастиря, з ініціативи патріарха Константинопольського Германа IV і при матеріальній підтримці колишнього Константинопольського патріарха Константа I була заснована Халкінська семінарія.
На утримання школи виділялися обов'язкові щорічні відрахування з боку Константинопольського патріарха і єпархіальних архієреїв, а також перераховувалися 2 тисячі рублів (золотом) від Святійшого Синоду від Відомства православного сповідання Російської імперії.
В адміністративному плані школа підпорядковувалася безпосередньо Константинопольському патріарху і Синоду через окрему ефорію, що складалася з чотирьох осіб під головуванням одного з членів Синоду, який призначався патріархом терміном на один рік.
Ректор (схоларх) обирався з осіб, що мали світську і духовну освіту (переважно в сані архімандрита). Викладачі призначалися з осіб з вищою богословською освітою, отриманою в духовних академіях або закордонних університетах.
За статутом 1867 року кількість учнів у школі не повинна була бути менше ніж 60 людей (в 1886 їх було 80, а в 1897 — близько 100 осіб). Навчання тривало вісім років, а вихованці отримували звання «дидаскала православного богослів'я». Крім того, всі учні восьмого року навчання зобов'язані були приймати чернецтво і на випускному акті давати урочисту присягу присвятити себе служінню православній церкві. Літні канікули тривали два місяці (липень і серпень).
Ректором архімандритом Костянтином Тіпалдосом в школі було введено вивчення церковнослов'янської мови, викладачами якого виступали ченці болгарського монастиря святого Іоанна Рильського.
У 1850 році випуск був відсутній через відсторонення ректора турецькою владою через відсутність у нього турецького підданства; в 1865 році в школі виникли заворушення, що перешкодили як випуску, так і набору учнів; не відбулися випуски учнів також в 1870 і в 1883 роках.
|  | «Прекрасний храм, який раніше поставив сонм архієреїв для небесної мудрості, що обрушився під час землетрусу, знову створив щедрий чоловік за велінням серця свого Павло Стефановик, подарувавши його священній матері, якої він є чадом; тому і ви, що мешкають в цьому будинку небесної музи, плекайте таке ж прагнення до мудрості, яке і він, будівельник, плекає» |

```
                                                                               
Епітафія на фасаді семінарії
```

У червні 1894, під час землетрусу, всі будівлі Троїцького монастиря і семінарії, за винятком церкви XVII століття були зруйновані. Відновлення комплексу було вироблено архітектором Періклісом Фотіадісом. Серед меценатів були: Константинопольський Патріар Анфім VII — 250 турецьких лір, грек Леонід Заріфіс — 700 турецьких лір, Святійший Синод Відомства православного сповідання Російської імперії — 3 тисяч рублів золотом (також був виданий циркуляр про повсюдні збори коштів в Російській імперії на користь Халкінської семінарії).
На прохання грецького мецената Павлоса Стефановика-Скіліціса семінарія була відновлена за його особисті кошти, а зібрані пожертви від інших осіб і організацій надійшли в окремий фонд, призначений для подальшого фінансування духовної освіти. Семінарія була знову відкрита 6 жовтня 1896 року.
Збирання монастирської бібліотеки було започатковане в XVI столітті завдяки колекції патріарха Константинопольського Митрофана III, у зв'язку з чим бібліотечний фонд на початку XX століття нараховував понад 120 тисяч томів і був найбільшим зібранням грецького світу в Османській імперії. З 2015 року ведеться робота по систематизації фондів бібліотеки і формуванню єдиного електронного каталогу.
У 1971 році прихильники Народної республіканської партії з метою закриття школи, звернулися до вищої інстанції — Конституційного суду, який на підставі статті 130 і 132 Конституції Туреччини, ухвалив рішення про закриття семінарії у зв'язку з забороною на приватну освітню релігійну діяльність. Константинопольський Патріархат зі свого боку не бажав продовження діяльності Халкінської семінарії як підрозділу одного зі світських університетів Туреччини, що на думку керівництва Константинопольської православної церкви вимагало би внесення певних змін у програму навчання, а відповідно призвело б до втрати контролю над навчальним закладом.

## Питання відновлення

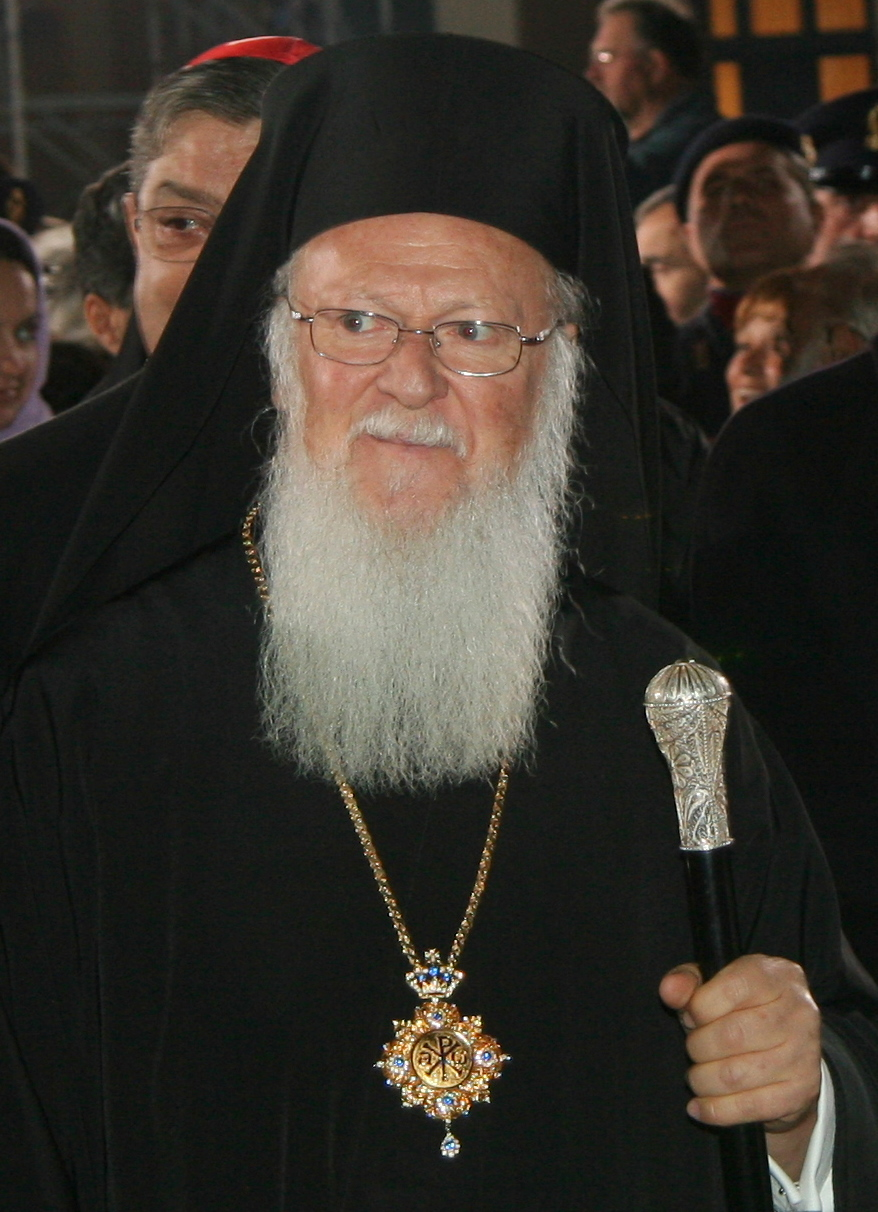
Патріарх Варфоломій I
(випускник Халкінської семінарії 1961 року)

Патріарх Константинопольський Варфоломій I неодноразово привертав увагу світової громадськості до питання відновлення діяльності школи. За його словами, заборона на ведення освітньої діяльності є порушенням Лозанської Угоди (ст. 40), Конституції Турецької Республіки (ст. 24) і Європейської конвенції про захист прав і основних свобод людини (ст. 9).
Проте, у 2006 році Парламент Туреччини висловився проти відновлення на території Туреччини приватних релігійних навчальних закладів.
У лютому 2010 року депутати ПАРЄ закликали уряд Туреччини дозволити Константинопольському Патріархату відновити богословську школу, зареєструвавши її як відділення богословського факультету Галатасарайського університету.
2 липня 2011 міністр закордонних справ Німеччини Ґідо Вестервелле — перший із зарубіжних міністрів — відвідав семінарію, зазначивши значення семінарії як «великої культурної спадщини» та одночасно підкресливши роль релігійної свободи, яка, «є частиною нашого європейського життя».
Митрополит Елпідіфор Ламбриніадіс в інтерв'ю «Greek Reporter» підкреслював, що, якщо духовна школа відкриється, вона буде приймати студентів різних національностей, а навчання буде вестися не тільки грецькою, а й англійською. На початку 2012 року професура Університету Арістотеля в Салоніках заявила, що готова надавати майбутній Халкінській семінарії всебічну підтримку. Повідомлялося, що Халкінська семінарія можливо могла б отримувати фінансову підтримку від США і ЄС.
На початку липня 2012 президент Управління у справах релігій Туреччини Мехмет Гьормез, відвідуючи Фенер, висловився проти пов'язування урядом Туреччини питання про відкриття школи з питанням про становище турецької меншини в Західній Фракії.
10 січня 2013 року Рада Генерального управління вакуфами Туреччини в Анкарі ухвалила рішення про повернення лісових угідь площею 190 стремм монастирю Святої Трійці на острові Халки, а 28 січня газета «Hürriyet» повідомила про бажання прем'єр-міністра Туреччини Реджепа Ердогана прискорити процес відкриття семінарії.
У вересні 2013 року турецька влада не включила питання про відкриття Халкінської богословської школи в «пакет демократизації», що відсуває відкриття на невизначений термін.
У квітні 2018 року в Анкарі відбулася зустріч патріарха Константинопольського Варфоломія I та Президента Туреччини Р. Т. Ердогана. У травні Варфоломій I провів зустріч з делегацією «AHEPA» у Стамбулі, на якій повідомив про те, що незабаром школа буде відкрита, в чому його запевнив Ердоган.

## Ректори (схолархи)
- 1839—1840 — Варфоломій Кутлумусьий
- 1844—1864 — Костянтин Тіпалдос, архімандрит
- 1865—1868 — Анфім Чалик,  архімандрит
- 1868—1897 — Герман Григора, архімандрит
- 1897—1899 — Михайло Клеовул, архімандрит
- 1899—1901 — Апостол Христодулу, архімандрит
- 1906—1907 — Іриней Пандолеондос, митрополит
- 1908—1922 — Герман Стрінопулос,  архімандрит
- 1931—1932 — Олександр Зотос, єп. Трахійський
- 1932—1942 — Еміліан Пападиметріу, єп. Мілетський, митр. Філадельфійський
- 1942—1950 — Хризостом Коронеос, архімандрит, митр. Неокесарійський
- 1950—1950 — Іоанн Панайотидис, викладач Євангелія
- 1950—1951 — Еммануїл Фотіадіс, митрополичий протонотарій
- 1951—1955 — Яків Стефанідіс, митр. Іконійський
- 1955—1989 — Максим Репанелліс, митр. Ставропольський
- з 2011 — Елпідіфор Ламбрініадіс, митрополит Прусський

## Викладачі
- Василій III (Василіос Георгіадіс), професор староєврейської мови, герменевтики, Старого і Нового Завіту.
- Никифор Глікас (1866—1872), догматичне, пастирське і моральне богослов'я; хронологія.
- Серафим Соболєв, догматичне богослов'я (1920-ті)

## Випускники

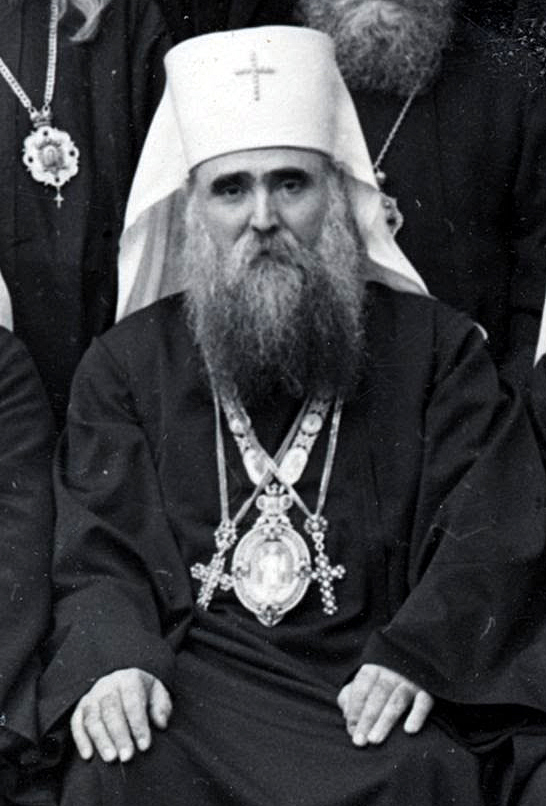
Патріарх Варнава
(випускник 1905 року)

Всі учні (за винятком дуже небагатьох) в кінці навчання брали чернецтво, а ті, що відмовилися — позбавлялися диплома. Випускники мали звання дидаскала православного богослов'я і за сприяння Святійшого Синоду Відомства православного сповідання Російської імперії приймалися в Духовні академії Російської імперії, а частина продовжувала освіту на Богословському факультеті Афінського університету або інших європейських університетах.
З 1844 по 1899 роки відбулося 47 випусків, а число тих, що закінчили повний курс семінарії склало ~ 350 осіб.
У 1906 році через брак коштів, семінарія випустила лише 13 студентів (з них трьох в сані диякона).
З більш ніж 990 студентів, які завершили навчання в семінарії за весь час її існування, 16 стали патріархами, а більше ніж 260 — єпископами Константинопольської, Єрусалимської, Александрійської, Синайської, Елладської, Сербської та інших православних церков.